# آلفا (ویسکانسین)
الفا، ویسکانسین (به انگلیسی: Alpha, Wisconsin) یک محدوده ثبت‌نشده در ایالات متحده آمریکا است که در Wood River واقع شده‌است.